# Ferrocarril Bahía Blanca al Noroeste
El Ferrocarril Bahía Blanca al Noroeste (FCBBNO) fue una compañía de capitales británicos que construyó y operó una red de ferrocarriles de trocha ancha (1.676 mm) en Argentina. Su nombre en inglés era Bahía Blanca and North Western Railway (BB&NW).
El gestor de dicha línea férrea fue el comerciante portugués Luis D´Abreu, que luego de varias solicitudes y una casi sistemática oposición, sobre todo de la Oficina de Ingenieros de la Nación (en ese entonces bajo la dirección del ingeniero G. White) consigue que se le otorgue la licencia para explotar el ramal, que se materializa mediante ley N.º 2097 del 29 de septiembre de 1887 a favor de la empresa Abreu, Torres y Cía. Estos transfieren la concesión a favor de la empresa británica John Meiggs y cía. quienes finalmente la transfieren a la Bahía Blanca & North Western Railway Corporation.
La compañía se registró en mayo de 1889 y asumió las concesiones para la construcción de líneas ferroviarias entre el puerto de Bahía Blanca en el sur de la Provincia de Buenos Aires a Río Cuarto, en la Provincia de Córdoba en el empalme con el Ferrocarril Andino, y Villa Mercedes en el este de la Provincia de San Luis en el empalme con el Ferrocarril Buenos Aires al Pacífico, pasando por General Acha, Toay y Victorica. La intención de construir esta línea era formar la base de una red regional completa con ramales hacia el este que confluyeran con los ferrocarriles que partían desde Buenos Aires, y líneas alimentadoras hacia el oeste.
El 29 de enero de 1891, el presidente de la nación Carlos Pellegrini, firma el Decreto de habilitación del primer tramo del ramal que comprende Bahía Blanca/Nueva Roma/ Bernasconi.
En 1904 se fusiona con el Ferrocarril Buenos Aires al Pacífico. Finalmente en 1925 el Ferrocarril del Sud se hizo cargo de esta empresa.
El gobierno de Juan Domingo Perón con la firma de Miguel Miranda y del representante de las compañías ferroviarias de capital británico, John Montague Eddy, el 13 de febrero de 1947 se firmó el acta de compra (Convenio Miranda-Eddy) de los ferrocarriles de propiedad británica, entre ellos el Ferrocarril del Sud. La empresa era dueña además del Ferrocarril Buenos Aires, Ensenada y Costa Sud y del Ferrocarril Bahía Blanca al Noroeste, cuya fusión no se había producido formalmente, y de la mitad del Ferrocarril Midland de Buenos Aires. Tenía también participación en las empresas no ferroviarias Buenos Ayres Southern Dock y Bahía Blanca Waterworks y recibió por todos sus activos 50 557 222 libras esterlinas, de las cuales 6 281 532 correspondieron al Ferrocarril Bahía Blanca al Noroeste. Por decreto nacional n.º 5789/48 de 28 de febrero de 1948 se dispuso que el 1 de marzo de 1948 el Gobierno argentino tomara formal posesión de los ferrocarriles británicos.